# Dar al-islam en dar al-harb
Dar al-islam (Arabisch: دار الإسلام, "huis van de islam") en dar al-harb (دار الحرب, "huis van de oorlog"), ook wel dar al-kufr ("huis van de ongelovigen") genoemd, zijn twee gerelateerde begrippen in de islam. Hieronder wordt respectievelijk verstaan: het gebied waar de islam heerst, en het gebied dat nog niet onder sharia (islamitisch recht) valt.

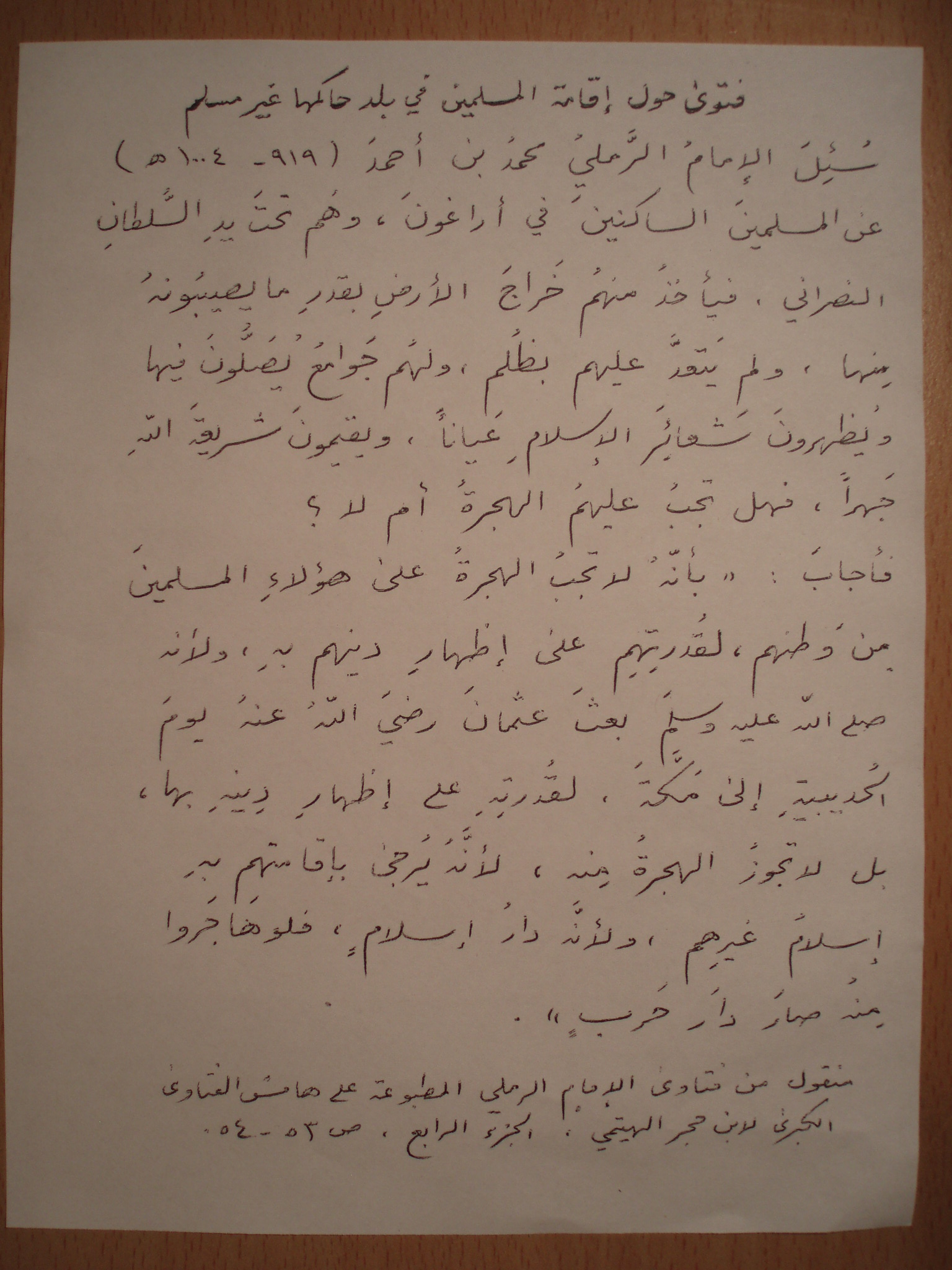
Fatwa waarin gesteld wordt dat het toegestaan is als moslim te leven in een niet-islamitisch land

De term dar al-islam ("huis van de islam"), ook wel dar al-salam ("huis van de vrede"), werd en wordt soms nog gebruikt voor de landen die onder islamitische heerschappij vallen of waar moslims in vrijheid hun godsdienst kunnen belijden. De tegenovergestelde term is dar al-harb, het "huis van oorlog", alle gebieden buiten de islamitische heerschappij. Binnen de dar al-islam gold een bepaalde mate van godsdienstvrijheid en een speciale status voor de mensen van het Boek.
De tweedeling is niet algemeen aanvaard en een eenduidige definitie is niet meteen voorhanden. Zo zijn de criteria waaraan een geografisch gebied moet voldoen om tot de dar al-islam te worden gerekend nergens vastgelegd. Bijgevolg is er behoorlijk wat discussie — zowel binnen als buiten de gemeenschap der gelovigen (oemma) — over het juiste gebruik van deze termen. Zo worden soms landen tot de dar al-harb gerekend waar een islamitische regering aan de macht is maar geen godsdienstvrijheid heerst.
Dit verschil in opvattingen heeft in de fiqh geleid tot het ontstaan van aanverwante termen en verdere indelingen zoals dar al-ahd (huis van het bestand), dar al-sulh (huis van het verdrag), dar al-dawa (huis van de uitnodiging), dar al-kufr (huis van het ongeloof) en dar al-amn (huis van de veiligheid). Daarbij kent elk van deze termen zijn specifieke ontstaanscontext en (betwistbare) definitie.
De term dar al-islam is niet terug te vinden in de Koran of de hadith. Om die reden gebruiken sommige hedendaagse moslims de term voor het gebied waar zij in vrijheid hun godsdienst kunnen belijden.
De dynastie van de Omajjaden voelden het als een religieuze plicht de dar al-islam uit te breiden. Omdat Mekka en Medina als hoofdstad niet centraal lagen in het nieuwe, islamitische rijk werd Damascus door Moe'awija I als politieke hoofdstad aangewezen.